# مؤسسة غارفيلد ويستون
مؤسسة غارفيلد ويستون هي مؤسسة خيرية مقرها في المملكة المتحدة. تأسست في عام 1958 على يد رجل الأعمال الكندي دبليو غارفيلد ويستون (1898–1978)،  الذي ساهم خلال حياته في العديد من القضايا الإنسانية ، سواء على المستوى الشخصي أو من خلال شركاته. تستمر أعماله الخيرية من خلال مؤسسة غارفيلد ويستون في لندن ومؤسسة عائلة ويستون في تورونتو ، أونتاريو، كندا.
تعد مؤسسة غارفيلد ويستون واحدة من أكبر المؤسسات الخيرية في العالم ، حيث تبلغ أصولها 9.7 جنيه إسترليني في 5 أبريل 2017، تُعزى أغلبيتها إلى حصة الأغلبية التي تمتلكها المؤسسة في ويتنغتون للاستثمارات.
منذ تعيين السير جاي ويستون رئيسًا، أصبحت مؤسسة غارفيلد ويستون أكبر مؤسسة تقدم المنح العائلية في المملكة المتحدة، حيث تجاوز إجمالي المنح 1 جنيه إسترليني . 

## رؤساء المؤسسة
1. دبليو جارفيلد ويستون (1958-1975)
2. غاري ويستون (1975-2000)
3. السير جاي ويستون (منذ 2000)

## المشاريع
منحت مؤسسة غارفيلد ويستون جامعة أكسفورد 25 مليون جنيه إسترليني لتجديد المكتبة الجديدة (التي بنيت في الأصل في ثلاثينيات القرن العشرين كجزء من مكتبة بودليان).   والتي أعيد افتتاحها للجمهور في مارس 2015 باسم مكتبة ويستون. 
قدمت المؤسسة منحًا لعدد من المدارس، بما في ذلك مدرسة سانت مايكل الابتدائية ومدرسة براكنبري الابتدائية لإنشاء فصول دراسية جديدة ومناطق لعب خارجية للرياضة،  وهي أحد رعاة صندوق بيكر ديرينج التعليمي الذي يشجع الكليات التقنية بالجامعة . 
في عام 2019، قدمت المؤسسة 5 مليون جنيهات إسترلينية  نحو 31 مليون جنيه استرليني ترميم الحديقة المسورة في أرأتش أس جاردن بريدجووتر في سالفورد ، مانشستر الكبرى. 

## الجدل حول التبرعات السياسية
في عام 2010، وجدت لجنة المؤسسات الخيرية أنه بين عامي 1993 و2004 قدمت المؤسسة الخيرية تبرعات لحزب المحافظين في المملكة المتحدة بلغ مجموعها 900 ألف جنيه إسترليني، وهو ما يمثل انتهاكًا لقانون الأعمال الخيرية في المملكة المتحدة. كما كانت الحال مع تبرعات مماثلة لمركز الدراسات الليبرالية اقتصادياً ، ومجموعات الضغط السياسية الأوروبية المتشككة في أوروبا، مثل المؤسسة الأوروبية وحملة الضمانات الأوروبية العمالية. 

## أنظر أيضاً
- منحة غارفيلد ويستون للجدارة للكليات
- عائلة ويستون